# Peromyscus difficilis
Peromyscus difficilis és una espècie de mamífer rosegador de la família dels cricètids. És endèmic de Mèxic, on viu a altituds d'entre 1.200 i 3.700 msnm. Els seus hàbitats naturals són els boscos de pins i roures, els matollars desèrtics i els herbassars. És una espècie en risc mínim, és a dir, no sembla que hi hagi cap amenaça significativa per a la seva supervivència. El seu nom específic, difficilis, significa ‘difícil’ en llatí.